# Hoekstaarten
Hoekstaarten (Tetragonuridae) vormen een kleine familie van baarsachtige vissen. Er is slechts één geslacht (Tetragonurus).
De vissen worden aangetroffen in tropische en subtropische oceanen en voeden zich met kwallen.

## Geslacht
- Tetragonurus